# 雷新基
雷新基（Bishop Johann Werner Lesinski, O.P.，1904年—1963年）德国多明我会传教士、天主教汀州教区主教（1947年－1963年）。

## 生平
1904年11月5日，雷新基出生于德国。年轻时加入多明我会。1932年7月29日（27岁）晋升神父。1947年5月8日，汀州监牧区升格为汀州教区，任命雷新基为主教，10月26日举行祝圣仪式。1953年9月被逐出中国大陆。1963年4月26日去世，享年58岁。

## 外部連結
- G Catholic website （页面存档备份，存于）